# Nils Sundh
Nils Gustaf Sundh (ur. 16 października 1889 w Sztokholmie, zm. 25 października 1969 w Hässelby) – szwedzki skoczek narciarski, zajął 12. miejsce w konkursie skoków na I Zimowych Igrzyskach Olimpijskich.

## Wyniki olimpijskie
| Miejsce | Dzień    | Rok  | Miejscowość         | Konkurs                         | Wynik      | Strata     | Skok 1 | Skok 2 | Zwycięzca          |
| ------- | -------- | ---- | ------------------- | ------------------------------- | ---------- | ---------- | ------ | ------ | ------------------ |
| 12.     | 4 lutego | 1924 | Chamonix-Mont-Blanc | Skocznia normalna indywidualnie | 16,738 pkt | -2,222 pkt | 41,5 m | 41,0 m | Jacob Tullin Thams |